# بيناكل بانك أرينا
بيناكل بانك أرينا (بالإنجليزية: Pinnacle Bank Arena)‏ هي ساحة داخلية تتسع لـ15،500 مقعدًا في منطقة ويست هايماركت في لنكن، نبراسكا.